# Бизенбах, Клаус
Клаус Бизенбах (de: Klaus Biesenbach; 1967, Кюртен, Германия) — немецкий куратор выставок.

## Биография
Клаус Бизенбах основал Институт современного искусства Kunst-Werke (KW) в Берлине, Берлинскую биеннале. Он способствовал развитию PS1 в Нью-Йорке. В 2004 году Бизенбаха пригласили возглавить вновь созданный медиаотдел Нью-Йоркского музея современного искусства (MoMA).
В настоящее время — директор Музея современного искусства в Лос-Анджелесе.